# 反彈效應
反彈效應（英語：rebound effect，也稱為反彈現像（rebound phenomenon）），是指患者的醫學徵象因受藥物治療而消失，或是受到控制，但在停藥或減少劑量時，症狀會出現，或是重新出現。重新出現時，症狀的程度通常比治療前更為嚴重。

## 例子

### 鎮靜安眠藥
反彈性失眠指的是在停止服用緩解原發性失眠的鎮靜劑後，而發生的失眠。使用這些物質通常會導致用者產生身體依賴，必須繼續服用才能入睡。因此，當患者停止服藥並且受到“反彈”的影響而失眠，這是藥物戒斷的症狀。有時這種失眠的程度會比治療之前的更嚴重。會導致此種問題的常見藥物，已知的有艾司佐匹克隆、唑吡坦和抗焦慮藥（例如苯二氮䓬類藥物）。這些藥物供難以入睡或是難以安穩睡眠的人使用。
以前沒罹患抑鬱症狀的人可能會出現此類症狀。
反彈現像不一定只在停藥後才會出現。例如，典型的苯二氮䓬類戒斷症狀如焦慮症、金屬味覺、知覺障礙等白天反彈效應，可能會在短效苯二氮䓬類催眠藥消退後的第二天出現。例如，當短效的催眠藥力消退後，可能會出現清晨反彈性失眠，而導致反彈性覺醒，迫使人們能在完成整夜睡眠之前變得完全清醒。因為三唑侖的強力效果和超短半衰期, 常與這種現象發生關連，但類似影響也會由其他短效催眠藥造成。由於夸西泮對1型苯二氮䓬類受體具有選擇性，半衰期長，在治療過程中不會引起白天焦慮反彈效應，說明半衰期對於夜間催眠藥是否會引起次日反彈戒斷效應，有重要影響。白天反彈效應不一定屬於輕微，但有時會產生相當明顯的精神和心理障礙。

### 興奮劑
由哌醋甲酯或右旋安非他命等興奮劑所產生的反彈效應有興奮劑精神病、抑鬱症、和注意力不足過動症（ADHD）復發，症狀會以短暫而誇張的形式出現。當服用哌醋甲酯時，多達3分之1曾罹患ADHD的兒童會出現反彈效應。

### 抗抑鬱藥
許多抗抑鬱藥，包括選擇性5-羥色胺再攝取抑制劑（SSRIs）, 停藥時會導致反彈性抑鬱、驚恐發作、焦慮、和失眠。

### 抗精神病藥
服用抗精神病藥物，當換藥或是停藥過速時，可能會出現突然以及嚴重的精神病發作，或是復發。

### 腎上腺素能alpha2-受體激動劑
在可樂定和胍法辛停藥後會出現反彈性高血壓，會高過治療前的水準。
持續使用局部去充血劑（鼻腔噴霧劑）會導致持續的鼻塞，稱為藥物性鼻炎。

### 其他藥物
另個例子是當止痛藥劑量降低、藥效退散、或是突然停藥時，所引起的藥品過度使用頭痛。
於2022年，有關於Covid-19患者，在接受Paxlovid治療後，會出現病毒RNA及症狀反彈的報告。同年5月，美國疾病管制與預防中心（CDC）甚至發布健康警訊，告知醫生有關“Paxlovid反彈”情事，這在拜登總統出現反彈時受到關注。但反彈原因尚不清楚，因為治療與否，約3分之1的患者均會出現症狀反彈。
一個例子是使用強效皮質類固醇（例如丙酸氯倍他索），以治療牛皮癬。突然停藥會導致更嚴重的牛皮癬發生。因此應逐步停藥，也許用乳液稀釋藥物，直到實際藥物降到極少的程度。